# Aqueduto de Cales

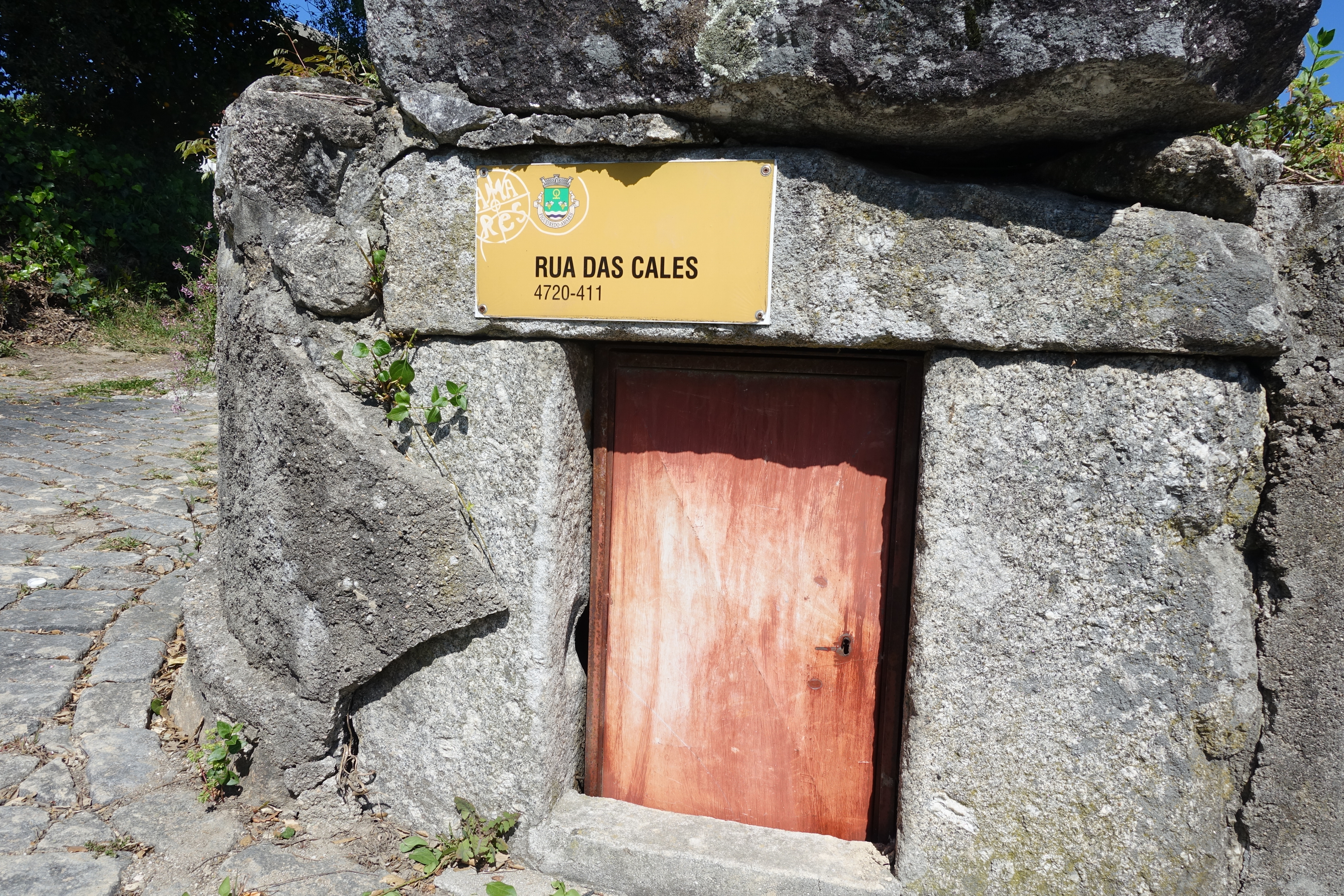
Acesso à parte subterrânea do aqueduto

O Aqueduto de Cales localiza-se em Figueiredo, na atual freguesia de Amares e Figueiredo, município de Amares, distrito de Braga, em Portugal.
O aqueduto transportava a água para a casa da Ribeira de Cima em Figueiredo.
Após o loteamento do terreno onde passava a parte aérea do aqueduto, em 1994, este foi numerado e desmontado, ignorando-se o seu paradeiro.
Encontra-se classificado como Imóvel de Interesse Municipal desde 1983.